# Holocryptis phasianura
Holocryptis phasianura är en fjärilsart som beskrevs av Lucas 1892. Holocryptis phasianura ingår i släktet Holocryptis och familjen nattflyn. Inga underarter finns listade i Catalogue of Life.